# 卡米耶·勒库安特
卡米耶·勒库安特（法語：Camille Lecointre，1985年2月25日—），法国女子帆船运动员。她曾代表法国参加2012年、2016年和2020年夏季奥林匹克运动会帆船比赛，共获得二枚铜牌。